# Върховен представител на Европейския съюз по въпросите на външните работи и политиката на сигурност
 Върховният представител на Европейския съюз по въпросите на външните работи и политиката на сигурност провежда Общата външна политика и политиката на сигурност на Европейския съюз. Позицията съчетава голямо разнообразие от дейности. Върховният представител едновременно е един от заместник-председателите на Комисията, председателства заседанията на Съвета по външните работи и участва в работата на Европейския съвет. Длъжността се създава с Лисабонския договор и от 2019 г. се заема от Жозеп Борел

## История

### Договор от Амстердам
Предходната длъжност на върховен представител на общата външна политика и политиката на сигурност се въвежда с Договора от Амстердам през 1999 г. Първият върховен представител на ЕС за общата външна политика и политиката на сигурност е Юрген Трумпф. Няколко месеца по-късно е заменен от Хавиер Солана, който заема длъжността до 2009 г. Върховният представител на общата външна политика и политиката на сигурност едновременно заема и длъжността главен секретар на Съвета на Европейския съюз 

### Европейска конституция
Идеята за създаване на длъжността Върховен представител на Съюза по въпросите на външните работи и политиката на сигурност се появява в рамките на Kонвента за бъдещето на Европа. Предложението се закрепя в Договора за създаване на Конституция за Европа, подписан в Рим през 2004 г. Конституцията нарича върховния представител „министър на външните работи“. Договорът за Конституция на ЕС се проваля след проведените референдуми във Франция и Холандия през юни 2005 г.

### Договор от Лисабон
Идеята за върховен представител на Съюза остава и се осъществява с Договора от Лисабон подписан на 13 декември 2007 г. Преди Лисабонския договор правомощията на върховния представител се извършват от върховния представител по въпросите на общата външна политика и политиката на сигурност (ОВППС), комисаря по външните отношения и от шестмесечното ротационно председателство. След влизане в сила на Лисабонския договор позициите се обединяват. С това се постига по-голяма ефективност и прозрачност на външната дейност.

## Правомощия
Позицията обхваща голямо разнообразие от задължения.
- Върховният представител ръководи външната политика и политиката на сигурност на Съюза и отправя предложения за разработването на тази политика. Правомощия в областта на ОВППС има и председателят на Европейския съвет. Договорите не посочват как се разпределят отговорностите между тях, но председателят на Европейския съвет изпълнява задълженията си в тази област, без да засяга компетентносите на върховния представител.
- Води политическия диалог с трети страни от името на Съюза и изразява позицията на Съюза в международните организации, както и на международните конференции.
- Председателства Съвета по външните работи, който определя и изпълнява външната политика и политиката на сигурност на ЕС въз основа на насоките на Европейския съвет.
- Следи за единството, съгласуваността и ефективността на външната дейност на Съюза.
- Върховният представител е един от заместник-председателите на Европейската комисия (ЕК).
  - При изпълнението на функциите си върховният представител се подпомага от Европейската служба за външна дейност.
  - Върховният представител на Съюза по въпросите на външните работи и политиката на сигурност се консултира редовно с Европейския парламент.[2]

## Назначаване и мандат
Чл. 18, п.1 от ДЕС „Европейският съвет, като действа с квалифицирано мнозинство, със съгласието на председателя на Комисията, назначава върховния представител на Съюза по въпросите на външните работи и политиката за сигурност. Европейският съвет може да прекрати мандата му по същата процедура.“ 
Продължителността на мандата е 5 години.

## Върховни представители на Съюза по въпросите на външните работи и политиката на сигурност

### 2009 – 2014
Катрин Аштън е британски и европейски политик, член на Лейбъристката партия. От 2008 г. е европейски комисар по търговията. През 2009 г. е назначена за първия Върховен представител на ЕС по въпросите на външните работи и политиката на сигурност.

### 2014 – 2019
Федерика Могерини е италиански политик. През октомври 2014 е избрана за Върховен представител на Европейския съюз по въпросите на външните работи и политиката на сигурност.